# Sergiño Dest
Sergiño Dest, né le 3 novembre 2000 à Almere aux Pays-Bas, est un joueur international américain de soccer qui évolue au poste d'arrière droit au PSV Eindhoven.

## Biographie

### Débuts et formation
Né d'un père américain d'origine surinamienne et d'une mère néerlandaise, il grandit à Almere, aux Pays-Bas. Dans sa jeunesse il débute au poste d'ailier à l'Almere City.

### Carrière en club

#### Débuts à l’Ajax (2018-2020)
Dest intègre le Jong Ajax, équipe réserve de son club formateur de l'Ajax Amsterdam, au cours de la saison 2018-2019. Il dispute 17 matchs de deuxième division néerlandaise, inscrivant son premier but senior et délivrant deux passes décisives. 
Dest se fait une place dans l'effectif de l'équipe première dès le début de la saison 2019-2020. Le 27 juillet 2019, il remporte la Supercoupe des Pays-Bas, en battant le PSV Eindhoven sur le score de 2-0. Sergiño Dest est titulaire lors de cette rencontre.
Il joue son premier match en Eredivisie le 10 août 2019, lors de la deuxième journée de championnat, à l'occasion de la réception du FC Emmen (victoire 5-0). À cause d'une blessure qui est survenue à Noussair Mazraoui, joueur évoluant dans le poste d'arrière latéral droit, Dest en profitera pour remplacer le joueur pendant un mois. Il se révèle sur la scène néerlandaise et est régulièrement titularisé par Erik ten Hag en fin d'année 2019.
Ayant disputé moins de dix matchs en 2020 à la suite d'un retour de son concurrent Noussair Mazraoui, le joueur ne se ferme aucune porte après l'intérêt du Bayern Munich et du FC Barcelone.

#### FC Barcelone (2020-2022)
Le 1er octobre 2020, il signe au FC Barcelone pour cinq ans et devient le premier joueur américain de l'histoire du FC Barcelone. Il devient également le 26e joueur à avoir évolué avec l'Ajax et le FC Barcelone.
Le 24 novembre 2020, il inscrit son premier but sous les couleurs blaugranas. C'est également son premier but en Ligue des champions.
Le 21 mars 2021, il inscrit deux buts face à la Real Sociedad dans le Championnat d'Espagne et devient le premier joueur américain à inscrire un doublé dans cette compétition.

#### Prêt à l'AC Milan (2022-2023)
Le 1er septembre 2022, il est prêté avec option d'achat à l'AC Milan.

#### PSV Eindhoven (depuis 2023)
Dest est de nouveau prêté pour la saison 2023-2024, toujours avec option d'achat, au PSV Eindhoven. Au mois d'avril 2024, il est victime d'une rupture du ligament croisé du genou pendant un entraînement, une blessure longue durée qui l'éloigne des terrains pour le restant de l'année,. Cette blessure met fin à un bon exercice du défenseur, titulaire et auteur de deux buts et de six passes décisives. Dest assiste, blessé, au sacre du Feyenoord qui termine champion de l'édition 2023-2024 d'Eredivisie et revient sur la saison du club : « Nous n'avons perdu qu'une seule fois en Eredivisie. C'est dommage, car nous aurions pu établir un record. Mais tout le monde est fier et heureux. » Quant à sa situation, le joueur explique que « la rééducation peut prendre un certain temps, mais après cela, je serai de retour en meilleure forme ».
Le 29 juin 2024, il quitte le FC Barcelone et rejoint définitivement le PSV.

### Carrière internationale
Avec les moins de 17 ans, il participe à la coupe du monde des moins de 17 ans en 2017. Lors de cette compétition organisée en Inde, il joue quatre matchs. Son équipe s'incline en quart de finale face à l'Angleterre.
Avec les moins de 20 ans, il inscrit un but lors d'une rencontre amicale face au Venezuela en septembre 2018. Il participe ensuite la même année au championnat de la CONCACAF des moins de 20 ans. Avec un bilan de huit victoires en autant de matchs, les États-Unis remportent le tournoi. Il dispute ensuite l'année suivante la coupe du monde des moins de 20 ans 2019 qui se déroule en Pologne. Lors de ce mondial, il joue quatre matchs. Son équipe s'incline à nouveau au stade des quarts de finale, face à l'Équateur cette fois-ci.
Il reçoit sa première sélection en équipe des États-Unis le 7 septembre 2019, en amical contre le Mexique. Propulsé directement titulaire, il joue soixante-huit minutes lors de cette rencontre (défaite 0-3). Il est alors au centre d'une lutte entre les fédérations néerlandaise et américaine, qui cherchent à convaincre le joueur de jouer pour leur sélections respectives. Il fait finalement ses débuts en compétition officielle avec les États-Unis le 16 novembre 2019, titularisé pour la victoire 4-1 contre le Canada en Ligue des nations de la CONCACAF.
Le 9 novembre 2022, il est sélectionné par Gregg Berhalter pour participer à la Coupe du monde 2022.

## Statistiques

### Statistiques en club
| Saison                | Club                  | Championnat           | Championnat | Championnat | Championnat | Coupe(s) nationale(s) | Coupe(s) nationale(s) | Coupe(s) nationale(s) | Supercoupe | Supercoupe | Supercoupe | Compétition(s) continentale(s) | Compétition(s) continentale(s) | Compétition(s) continentale(s) | Compétition(s) continentale(s) | Total | Total | Total |
| Saison                | Club                  | Division              | M.          | B.          | P.d.        | M.                    | B.                    | P.d.                  | M.         | B.         | P.d.       | Comp.                          | M.                             | B.                             | P.d.                           | M.    | B.    | P.d.  |
| 2018-2019             | Jong Ajax             | Eerste Divisie        | 17          | 1           | 2           | -                     | -                     | -                     | -          | -          | -          | -                              | -                              | -                              | -                              | 17    | 1     | 2     |
| 2019-2020             | Jong Ajax             | Eerste Divisie        | 1           | 0           | 0           | -                     | -                     | -                     | -          | -          | -          | -                              | -                              | -                              | -                              | 1     | 0     | 0     |
| Sous-total            | Sous-total            | Sous-total            | 18          | 1           | 2           | -                     | -                     | -                     | -          | -          | -          | -                              | -                              | -                              | -                              | 18    | 1     | 2     |
| 2019-2020             | Ajax Amsterdam        | Eredivisie            | 20          | 0           | 5           | 4                     | 2                     | 1                     | 1          | 0          | 0          | C1+C3                          | 8+2                            | 0+0                            | 0+0                            | 35    | 2     | 6     |
| 2020-2021             | Ajax Amsterdam        | Eredivisie            | 3           | 0           | 0           | -                     | -                     | -                     | -          | -          | -          | C1+C3                          | -                              | -                              | -                              | 3     | 0     | 0     |
| Sous-total            | Sous-total            | Sous-total            | 23          | 0           | 5           | 4                     | 2                     | 1                     | 1          | 0          | 0          | -                              | 10                             | 0                              | 0                              | 38    | 2     | 6     |
| 2020-2021             | FC Barcelone          | Liga                  | 30          | 2           | 1           | 3                     | 0                     | 0                     | 1          | 0          | 0          | C1                             | 7                              | 1                              | 0                              | 41    | 3     | 1     |
| 2021-2022             | FC Barcelone          | Liga                  | 21          | 0           | 2           | 1                     | 0                     | 0                     | -          | -          | -          | C1+C3                          | 4+5                            | 0                              | 0                              | 31    | 0     | 2     |
| Sous-total            | Sous-total            | Sous-total            | 51          | 2           | 2           | 4                     | 0                     | 0                     | 1          | 0          | 0          | -                              | 16                             | 1                              | 0                              | 72    | 3     | 2     |
| 2022-2023             | AC Milan (prêt)       | Serie A               | 8           | 0           | 0           | 1                     | 0                     | 0                     | 1          | 0          | 0          | C1                             | 4                              | 0                              | 0                              | 14    | 0     | 0     |
| 2023-2024             | PSV Eindhoven (prêt)  | Eredivisie            | 25          | 2           | 5           | 2                     | 0                     | 0                     | -          | -          | -          | C1                             | 10                             | 0                              | 1                              | 37    | 2     | 6     |
| 2024-2025             | PSV Eindhoven         | Eredivisie            | 7           | 0           | 1           | -                     | -                     | -                     | -          | -          | -          | C1                             | -                              | -                              | -                              | 7     | 0     | 1     |
| 2025-2026             | PSV Eindhoven         | Eredivisie            | 2           | 1           | 0           | -                     | -                     | -                     | 1          | 0          | 0          | C1                             | -                              | -                              | -                              | 3     | 1     | 0     |
| Sous-total            | Sous-total            | Sous-total            | 34          | 3           | 6           | 2                     | 0                     | 0                     | 1          | 0          | 0          | -                              | 10                             | 0                              | 1                              | 47    | 3     | 7     |
| Total sur la carrière | Total sur la carrière | Total sur la carrière | 134         | 6           | 15          | 11                    | 2                     | 1                     | 4          | 0          | 0          | -                              | 40                             | 1                              | 1                              | 189   | 9     | 17    |

## Palmarès

### En club
Ajax Amsterdam
- Vainqueur de la Supercoupe des Pays-Bas en 2019

 FC Barcelone
- Vainqueur de la Coupe d'Espagne en 2021
- Finaliste de la Supercoupe d'Espagne en 2021

 PSV Eindhoven
- Champion des Pays-Bas en 2024 et 2025
- Vainqueur de la Supercoupe des Pays-Bas en 2025

### Équipe nationale
États-Unis -20 ans
- Vainqueur du Championnat de la CONCACAF des moins de 20 ans en 2018

 États-Unis
- Vainqueur de la Ligue des nations de la CONCACAF en 2021
- Vainqueur de la Ligue des nations de la CONCACAF en 2023
- Vainqueur de la Ligue des nations de la CONCACAF en 2024

### Distinction individuelle
- Nommé talent de l'année en 2020 par l'Ajax Amsterdam.